# Monoptilon
Monoptilon es un género de plantas fanerógamas perteneciente a la familia de las asteráceas. Tiene dos especies.

## Taxonomía
El género fue descrito por Torr. & A.Gray y publicado en Boston Journal of Natural History 5(1): 106–107, pl. 13, f. 1–6. 1845.
Son nativas de América del Norte.

## Especies
- Monoptilon bellidiforme Torr. & A.Gray ex A.Gray
- Monoptilon bellioides  (A.Gray) H.M.Hall